# HD 59890
HD 59890，又名CD-30 4620，SAO 198064、HR 2881，是一颗恒星，视星等为4.65，位于銀經244.76，銀緯-6，其B1900.0坐标为赤經7h 26m 49.3s，赤緯-30° -6′ 7″。